# Újezd u Rosic
Újezd u Rosic (en allemand : Aujest) est une commune du district de Brno-Campagne, dans la région de Moravie-du-Sud, en République tchèque. Sa population s'élevait à 298 habitants en 2020.

## Géographie
Újezd u Rosic se trouve à 9 km au sud-sud-ouest de Náměšť nad Oslavou, à 26 km à l'ouest-nord-ouest de Brno et à 162 km au sud-est de Prague.
La commune est limitée par Krokočín et Stanoviště au nord, par Zbraslav et Příbram na Moravě à l'est, par Vysoké Popovice au sud, et par Rapotice, Lesní Jakubov, Kralice nad Oslavou et Hluboké à l'ouest.

## Histoire
La première mention écrite de la localité date de 1353.